# Silbomyia cyanea
Silbomyia cyanea är en tvåvingeart som först beskrevs av Matsumura 1916.  Silbomyia cyanea ingår i släktet Silbomyia och familjen spyflugor.
Artens utbredningsområde är Taiwan. Inga underarter finns listade i Catalogue of Life.